# Грб Гроцке
Грб Гроцке је званични симбол београдске општине Гроцка. Општина Гроцка као знамење користи псеудохералдички амблем који се у статуту општине назива грбом.

## Блазон
Грб Гроцке је статутом општине дефинисан следеће:
| „ | Општина има грб. Грб Општине израђен је у старој хералдичкој форми штита. Елементи амблема су развијена Повеља на којој се налази натпис "ГРОЦКА НА ДУНАВУ" у зеленој боји. Контура амблема је плава. У централном делу амблема је сунце из кога иду зраци према периферији. Сунце и зраци су жути, а површина између зрака је плава. Од сунца наниже иде у форми изврнуте купе стилизован грозд од петнаест зрна. Бочно од грозда таласасто је приказана река. Грозд је зелене боје, а река плаве. На самом дну амблема написана је црвеном бојом година 878. | ” |

## Употреба
Истим, 9 чланом статута Гроцке, којим је дефинисан блазон грба, је дефинисана и његова употреба. Према статуту, употреба симбола од стране других (од општине) органа и организације, може се извршити само уз сагласност председника општине. Надаље статут дефинише да се симболи општине могу истицати само уз државне симболе, те да се у службеним просторијама општине истичу само државни симболи и симболи општине.

### Књиге и чланци
- Ацовић, Драгомир М. (2000). Грбови града Београда. Београд: Српска књижевна задруга.
- Ацовић, Драгомир М. (2008). Хералдика и Срби. Београд: Завод за уџбенике.  152135692
- Перић, Марко (2019). Грбови Београда и београдских општина ; [каталог изложбе]. Београд: Историјски архив Београда, (Београд : Зламен).  281650700

### Правна регулатива
- „Статут градске општине Гроцка” (PDF). Службени лист града Београда 42/08. 12. 11. 2008. стр. 8—17.